# Nara Shintaro
Shintaro Nara (sinh ngày 13 tháng 11 năm 1982) là một cầu thủ bóng đá người Nhật Bản.

## Sự nghiệp câu lạc bộ
Shintaro Nara đã từng chơi cho Yokohama FC.